# José Vidal Ribas
José Vidal y Ribas (San Feliu de Llobregat, 1814; Barcelona, 1870) fue un empresario español, droguista, y un tiempo esclavista, protagonista del desarrollo de la burguesía catalana en el siglo XIX.

## Biografía
Hijo de José Vidal Mayol (n. 1782; f. 1817) y Francisca Ribas, José Vidal y Ribas es de la segunda generación de una saga de comerciantes y empresarios de la burguesía catalana cuyas orígenes remontan "a inicios del siglo XIX en el gremio de los adroguers i sucrers de San Feliu de Llobregat, cuyo negocio era la venta de coloniales y productos químicos, lo que les ponía en contacto con el mundo comercial atlántico, con las manufacturas locales y con los comerciantes que distribuían los productos químicos."
Como financiador de expediciones y capitalista, en 1868 llegó a ser el noveno mayor contibuyente de Barcelona y a su muerte dejó una herencia de hasta 14 fincas en el Ensanche, y un palacete en el Paseo de Gracia, además de otras repartidas por la ciudad, algo que, habiendo empezado como botiguer, no se entendería sin el negocio del tráfico de personas.

Tras su fallecimiento, sus hijos, Emilio y José Mª Vidal-Ribas y Torrens, gestionaron la sociedad Hijos de José Vidal y Ribas y la reenfocaron en el comercio de la droguería química, farmacéutica e industrial. Según Sanjuan Marroquin, después de la muerte de José Vidal-Ribas,
"la actividad de su casa comercial se valoró en un millón y medio de pesetas y estaba entre las mayores casas de comercio de la ciudad. Su patrimonio, sin contar los bienes inmuebles, superaba el millón de pesetas, lo cual le colocaba entre las mayores fortunas de la ciudad, aún cuando dicha herencia no incluye los bienes inmuebles que consistían en un edificio en Paseo de Gracia, una torre en Espulgas, cuatro almacenes en Barcelona, una casa en el Borne, catorce terrenos en diversos lugares del Ensanche, tierras en Hospitalet de Llobregat, un sillón en el Liceo y un panteón en el cementerio"
Hoy en día aún existen una calle a nombre de Vidal y Ribas: en Sant Feliu

### Trato de esclavos
En los años 1840 y 1850, José se dedica principalmente (en términos de importancia de las inversiones financieras) a "la importación de coloniales y la exportación aguardiente, un producto que podían intercambiar por esclavos". Organizó así durante una década un trato de miles de seres humanos entre Whydah (Guinea Oriental) y Cuba, con tres barcos.

### Droguería
En 1845, José compra a su tío Bartomeu Vidal Nadal una botiga de venta de productos químicos del barrio del Borne de Barcelona, gracias al lucrativo negocio de la trata de esclavos africanos en Norteamérica y Cuba. El comercio se irá desarrollando en diversos puntos de Barcelona, en particular en un edificio de la calle Moncada y en la Rambla de las flores en la entrada del mercado de la Boquería.

### Inmobiliaria e infraestructuras
Vidal Ribas también invirtió en diversos proyectos de urbanismo o infraestructuras, denotando una voluntad de involucramiento en el cambio y la remodelación del territorio, tanto urbano como rural.
Esto se puede ver a través de su participación en decisiones urbanísticas municipales o de sus inversiones y construcciones en el Ensanche y otros barrios de Barcelona, así como inersiones en proyectos como el ferrocarril de Barcelona a Zaragoza o la construcción del canal de irrigación agrícola del Urgell.
En los años 1860, la aprobación del Plan Cerdá para la creación del barrio del Ensanche de Barcelona da lugar a una proliferación de sociedades immobiliarias con el objetivo de invertir en terrenos para su venta posterior o para su urbanización y edificación. José Vidal-Ribas juntamente con otros miembros de la familia, invirtió considerablemente en el Ensanche. A partir del año 1859, con su tío Bartomeu Vidal y Nadal y con otros asociados, se dedica a comprar terrenos edificables en la zona rodeando el Paseo de Gracia, con el objetivo de revalorizar y vender los terrenos una vez aprobado el plan del Ensanche.
Entre los años 1863 y 1867, la compañía Fomento del Ensanche de la familia de José Vidal-Ribas denota como "el mayor promotor del Ensanche con veintiséis edificios". en las zonas más prestigiosas del Ensanche, aproximando unos 23,5 hectáreas Los Vidal-Ribas incluso fueron propietarios del terreno dónde se fundió el Monumento a Colón en 1887.

## Descendencia
Composición de la familia Vidal-Ribas descendiente de José Vidal y Ribas y Concepción Torrens y Miralda:
- Emilio Vidal-Ribas y Torrens (n. 1852; f. 1924), Gentilhombre de Cámara, gerente de la droguería Vidal-Ribas, y encarcelado brevemente en 1899 debido al Cierre de cajas[9];
  - Feliciana Güell y Ferret (n. 1854; f. 1928) (su esposa).
    - Emilio Vidal-Ribas y Güell (n. 1879; f. 1948), y María Torres Gener (su esposa).[10]
    - José Vidal-Ribas y Güell (n. 1888; f. 1959)[11]
    - Juan Vidal-Ribas y Güell (n. 1897; f. 1921), asesinado por pistoleros anarquistas.
    - María Cleofé Vidal-Ribas Güell (n. 1881; f. 1936) y Amadeo Maristany Oliver (su esposo).[10]
    - Isabel Vidal-Ribas Güell (n. 1882; f. 1963) y Santiago Trías Romeu (su esposo).[10]
    - Feliciana Vidal-Ribas Güell (n. 1884; f. 1963) y Paco Mir Pujol (su esposo).[10]
    - Montserrat (Mª Teresa) Vidal-Ribas Güell (n. 1866; f. 1984) y José Batlló Godó (su esposo).[10]
- José Mª Vidal-Ribas y Torrens (n. 1848; f. 1892)
  - Elvira Jover y Peix (su esposa). Su tío Bartomeu Vidal y Nadal le legó una gran parte de sus bienes.[4]
- Mª Dolores "Lola" Vidal-Ribas y Torrens[12]
  - Enric Sagnier y Villavecchia (su esposo)[13]
    - Josep Mª Sagnier i Vidal-Ribas,
    - Manuel Sagnier i Vidal-Ribas,
    - Enric Sagnier i Vidal-Ribas,
    - Maria Sagnier i Vidal-Ribas,
    - Ignasi Sagnier i Vidal-Ribas.
- Mª Concepción Vidal-Ribas y Torrens (f. 1927)
  - Emilio Juncadella y Oliva (su esposo).[4]
    - Mercedes Juncadella Vidal
    - Emilio Juncadella Vidal
    - María Juncadella Vidal